# Mako (woreda)
Pour les articles homonymes, voir Mako.
Mako, ou Meko, est un woreda de l'ouest de l'Éthiopie situé dans la zone Buno Bedele de la région Oromia. Il a environ 22 000 habitants en 2007.

## Nom et origine
Le nom du woreda peut s'écrire Mako ou Meko. 
Détaché de son voisin Dega probablement en 2007,, il fait partie de la zone Illubabor jusqu'à la création de la zone Buno Bedele.

## Situation
Situé dans le nord de la zone Buno Bedele, Mako est limitrophe des zones Mirab Welega et Illubabor de la région Oromia.
|            | Haru         | Chewaka   |
| Sayo Nole  | Mako ou Meko | Dabo Hana |
| Alge Sachi | Dega         |           |

## Population
Au recensement national de 2007, le woreda compte 22 001 habitants, tous ruraux. La majorité des habitants (72 %) sont protestants, 22 % sont orthodoxes et 6 % sont musulmans.
En 2022, la population du woreda est estimée à 30 762 personnes avec une densité de population de 54 personnes par km2 et 572 km2 de superficie.